# Impressionisme musical
L'impressionisme musical fou un moviment musical europeu en la música clàssica sorgit a finals del segle xix i la primera meitat del segle XX sobretot en la música francesa, amb la necessitat dels compositors de provar noves combinacions d'instruments per aconseguir una major riquesa tímbrica, centrada en l'estat d'ànim i una atmosfera que transmeti estats d'ànim i emocions.
En l'Impressionisme musical es dona molta importància als timbres, amb els quals s'aconsegueixen diferents efectes. Si bé aquesta època es va caracteritzar per un ús dramàtic de les tonalitats majors i menors (música tonal), la música impressionista es tendeix a fer un ús normalitzat de la dissonància. Escales poc comunes, com ara l'escala de tons sencers també són típiques d'aquest moviment. També es caracteritza pel fet que els temps no són lineals sinó que s'executen en successió d'impressions.
"Impressionisme" és un terme filosòfic i estètic manllevat de la pintura francesa de finals del segle XIX després de la Impressió, sol naixent, de Monet. Els compositors van ser anomenats impressionistes per analogia amb els pintors impressionistes que utilitzen colors molt contrastats, efecte de la llum sobre un objecte, primer pla i fons borrosos, perspectiva aplanada, etc. per fer que l'observador centre la seva atenció en la impressió general. Mentre els compositors romàntics utilitzaven formes llargues de la música, com la simfonia i el concert, els compositors impressionistes es decantaven més per les formes, com nocturn, arabesc i preludi, que ja havien estat profundament elaborats perls compositors romàntics. Dos dels principals compositors d'aquest moviment foren Claude Debussy i Maurice Ravel.
La característica més destacada de l'impressionisme musical és l'ús del "color" o, en termes musicals, del timbre, que es pot aconseguir mitjançant l'orquestració, l'ús harmònic, la textura, etc. Altres elements de l'impressionisme musical també inclouen noves combinacions d'acords, tonalitat ambigua, harmonies esteses, ús de modes i escales exòtiques, i harmonies paral·leles, com música programàtica com "Reflets dans l'eau" (“Reflexos sobre l'aigua”), “Brouillards” (“Boires”), etc.

## Història
L'impressionisme sorgí a França mitjans de segle xix era governada per Napoleó III. Durant aquest període històric, el país es modernitzà amb un nou sistema bancari i comercial i va superar cap al 1870 el retard industrial que duia amb comparació amb Anglaterra.
Socialment parlant, els progressos foren innegables: es decreten drets dels treballadors i obrers, cosa molt important per la societat del moment. Espanya comença a perdre possessions amb la crisi del 1898 mentre altres potències o estats es llencen a un colonialisme ferotge a Àfrica o Àsia.
Claude Debussy i Maurice Ravel són dues figures destacades de l'impressionisme musical, tot i que Debussy va rebutjar aquesta etiqueta (en una carta de 1908 va escriure "els imbècils anomenen 'impressionisme', un terme emprat amb la màxima imprecisió, especialment pels crítics d'art que l'utilitzen com a etiqueta per enganxar Turner al que jo creo!)". Ravel va mostrar incomoditat amb el terme, en un moment donat que va afirmar que no es podia aplicar adequadament a la música. Les obres impressionistes de Debussy solen "evocar un estat d'ànim, sentiment, atmosfera o escena" mitjançant la creació d'imatges musicals a través de motius característics, harmonia, escales exòtiques (per exemple, escales de to sencer i pentatònics), timbre instrumental, grans acords no resolts. “La percepció del llenguatge compositiu de Debussy com a decididament postromàntic/impressionista, matisat, subtil i subtil, està fermament consolidada entre els músics actuals i el públic ben informat. Alguns compositors impressionistes, Debussy i Ravel en particular, també són etiquetats com a compositors simbolistes. Un tret compartit amb ambdues tendències estètiques és "un sentit d'observació deslligada: en comptes d'expressar una emoció profundament sentida o explicar una història com en la poesia simbolista, la sintaxi normal sol ser el significat de les imatges individuals evocades i evocades.
| «                       | Jo estic tractant de fer "alguna cosa diferent"- en realitat una forma de fer- el que els imbècils diuen "impressionisme" és un terme que és tan mal utilitzat com sigui possible, sobretot pels crítics d'art. | » |
| — Claude Debussy (1908) | |   |

El 1912, el compositor francès Ernest Fanelli (1860–1917) va rebre una important atenció i cobertura a la premsa parisenca després de la interpretació d'un poema simfònic que va escriure el 1886, titulat Thèbes, que incorporava elements associats a l'impressionisme, com ara acords estès i escales de tons. Ravel no va quedar impressionat per les novetats de Fanelli, sostenint que ja eren utilitzades per compositors passats com Franz Liszt. :36 També va opinar que l'impressionisme de Fanelli havia derivat d'Hector Berlioz més que de Liszt o de compositors russos.
Altres compositors vinculats a l'impressionisme inclouen Lili Boulanger, Isaac Albéniz, Frederick Delius, Paul Dukas, Alexander Scriabin, Manuel de Falla, John Alden Carpenter, Kar Ottorino Rouzyman, Charles Ottorino Respighi, Tomlinson Griffes i Federic Mompou. El compositor finlandès Jean Sibelius també està associat amb l'impressionisme, i el seu poema sonor El cigne de Tuonela (1893) és anterior al Prélude à l'après-midi d'un faune de Debussy (considerat com una obra seminal de l'impressionisme musical) un any. El compositor nord-americà Howard Hanson també va prendre prestat tant de Sibelius com de l'impressionisme en general en obres com la seva Segona simfonia.

## Característiques musicals
L'impressionisme musical està estretament relacionat amb el valor suprem de la pintura impressionista: col·locar el factor de color en un primer pla (abans que la definició de la forma) va influir fortament en la formació de nous efectes de so. Aquests efectes inclouen acords llargs i atípics, el moviment ràpid dels sons en la dinàmica del piano, l'exploració de timbres interessants d'un instrument i una articulació específica. En l'àmbit de les formes, les peces de compositors impressionistes enriqueixen la manera de crear obres musicals. En la majoria dels casos, la forma era una sola idea per recrear "la fantasia de so". El so resplendent es converteix en la principal característica de la música impressionista. El que convencionalment s'anomena timbre. Aquest fenomen està relacionat amb experiments harmònics i amb el nou significat de la peça melòdica. Predominen les barreges melòdiques de timbres, acords i figuracions en lloc d'una exposició clara del tema, la melodia desapareix per exposar una seqüència d'acords estranys. L'harmonia impressionista es forma sobre la utilització de l'escala pentatònica, l'escala de tons i un tractament modal de la melodia.
Aquestes característiques foren implantades, sobretot, per Claude Debussy.
- Interès per la música feta al Classicisme (W.A.Mozart i L. van Beethoven).
- Va combinar elements innovadors i tradicionals.
- Utilitzà una escala de tons sencers i intervals complexes (de la novena per amunt). També intervals de quarta i quinta paral·lels (propis de la música medieval). Escales, per tant, antigues, exòtiques, exàtones i els seus acords (estranyes).
- S'utilitza el moviment de blocs: els acords estan al servei de la melodia.
- Orquestració colorista basada en els timbres. Es cerquen sonoritats diferents de les utilitzades a la música clàssica. Els sons, igual que la pintura, s'utilitzen de forma autònoma i lliure.
- Al temps li manca sovint de finalitat, de direcció i pareix així que s'atura per a poder captar una visió, una atmosfera.
- La música impressionista no vol demostrar unes emocions profundes ni de contar una història, només vol mostrar-nos un clima, sentiment fugaç, ritmes de dansa, trossos de melodia, etc.
- És totalment contrària a la música romàntica, encara que s'hi expressin sentiments (si ens hi fixam, la música sempre expressa alguna cosa, el que canvia són els mètodes de fer-ho). L'impressionisme, doncs, és l'antítesi de les emocions profundes vigoroses i rectilínies dels romàntics.
- Es basa en l'al·lusió i el sobreentès.

### Instrumentació
En comparació amb l'orquestració de peces romàntiques, la textura impressionista abandona la grandiloqüència romàntica i se centra en una reinvenció instrumental. Fins i tot en peces escrites per una gran orquestra, el tutti complet no sembla pas com a timbre massiu. El nou tipus d'orquestració es concentra a posar de manifest les característiques individuals de cadascun dels instruments i l'ús de registres rares vegades s'apliquen.

### Dinàmica
De la sensibilització per a la qualitat dels sons s'exposen els efectes de subtils dinàmiques. Per exemple: la varietat de dinàmiques de piano (p, pp, ppp, pppp), que es complementa sovint amb notes escrites addicionals. Debussy posà en marxa les definicions en francès que suggereixen les experiències sensuals, com ara semblant a la flauta, des de la distància, com una boira entre l'arc de Sant Martí i moltes altres.

### Títols d'obres
Els títols es refereixen a les peces poètiques per ajudar els oients a l'activació d'una àmplia gamma d'emocions relacionades amb la música. Els temes més populars per als títols són, per exemple: la pluja, el joc de les ones del mar, els paisatges, imaginació lunar i altres fenòmens naturals. L'impressionisme es relaciona, en general, amb el terme sensualitat.
Maurice Ravel va compondre moltes altres peces que no s'identifiquen com impressionistes. No obstant això, el terme és àmpliament utilitzat avui per descriure la música vista com una reacció al romanticisme del s. XIX.
Moltes instruccions musicals en peces impressionistes eren escrites en francès, en comptes de l'italià, utilitzat fins aleshores.

## Compositors impressionistes
L'impressionisme també va fer-se un forat a Anglaterra, on els seus trets van ser assimilats per compositors com Ralph Vaughan Williams, Arnold Bax, i Frederick Delius. Vaughan Williams, en particular, exhibeix la música impregnada de gestos impressionistes, això no va ser per casualitat, ja que ell era un estudiant de Maurice Ravel. La música de Vaughan Williams utilitza melodies i harmonies de la música popular anglesa, com l'escala pentatònica i els modes, pel que és perfectament adequat als ideals de trencar la polaritat del moviment impressionista, que va començar a allunyar-se de la base tonal dels compositors romàntics.
A més dels dos grans compositors impressionistes, Claude Debussy i Maurice Ravel, compositors que van compondre en el que ha estat descrit com a estil impressionista inclouen André Caplet, Frederick Delius, Isaac Albéniz, Enric Granados, Erik Satie, Albert Roussel, Alexander Scriabin, Lili Boulanger, Cécile Chaminade, Mel Bonis, Frederic Mompou, Charles Griffes i Karol Szymanowski.
Ernest Fanelli es va afirmar que va innovar l'estil, encara que les seves obres van ser incomplertes abans de 1912. Alguns importants compositors anteriors a Debussy es considerarà que algunes obre eren impressionistes: Chopin, Liszt, Mussorgsky, Chabrier i Grieg.
El compositor francès Maurice Duruflé està clarament inspirat en Maurice Ravel i Claude Debussy en diverses de les seves composicions.
Impressionisme també ha influït en la música de Manuel de Falla, Paul Dukas, Jean Sibelius, George Butterworth, Ralph Vaughan Williams, Gustav Holst, John Ireland, Cyril Scott, Zoltán Kodály, Ottorino Respighi, Jacques Ibert, Bohuslav Martinů, Olivier Messiaen, Hovhaness Alan, Ned Rorem, György Ligeti, Selim Palmgren, Toru Takemitsu i Rebecca Clarke, entre d'altres, així com el jazz de músics com Bix Beiderbecke, Duke Ellington, Claude Thornhill, Bud Powell, Dave Brubeck, Gil Evans, Bill Evans, Herbie Hancock, Frank Kimbrough, Antônio Carlos Jobim, Shirley Horn i Esperanza Spalding, músics de rock progressiu com King Crimson, Frank Zappa, Pink Floyd o Emerson, Lake and Palmer, i tot el gènere del post-rock i artistes electrònics com Tangerine Dream i Popol Vuh, així com Aphex Twin i Autechre.